# 王室魚
王室魚（おうしつぎょ、英語: royal fish） は、イギリスの法制度で定められている国王の権利のひとつ。
イギリスの領海で捕獲されたクジラやチョウザメは、その権利が国王に属する。イングランドの法律では14世紀に遡ることができ、イギリスの3つの法域すべてで2022年現在も有効な権利である。なお、現代の分類ではクジラは哺乳類だが、本項目の「魚」にはクジラや法律によってはイルカも含む。

## イングランドおよびウェールズ
エドワード2世治下、国王大権について定めた1322年の法律 Prerogativa Regis. によれば、特別に許可が与えられた場所を例外として、領域内で捕獲されたクジラやオオチョウザメは国王が所有する。
ウィリアム・ブラックストンの1765年『イギリス法釈義』ではroyal fishの言葉とともに、同じくクジラやチョウザメがその卓越した優等さのために王の所有となると説明されている 。ブラックストンはこの権利はもともとデンマーク王やノルマンディー公が持っていたもので、彼らのいずれかからイングランド王が引き継いだのではないかと推察している。
現代の運用の事例では、2004年にウェールズのスウォンジー湾で全長3メートルのチョウザメが釣り上げられた際、沿岸警備隊を介して本件を報告されたバッキンガム宮殿は、釣果は釣り上げた漁師の自由にして良いと返答している。この件を報じたBBCの記事によると、イギリスの海岸でチョウザメが捕獲されることは稀で、年に6匹程度である。

## スコットランド
スコットランド政府のCrown Estate Review Working Groupによると、スコットランドにおける王室魚の権利は中世に座礁鯨の扱いから生じたもので、イングランドのものとは異なる来歴を持つ。
1999年にスコットランドにおける王室魚の取り扱いはスコットランド政府に移譲され、以降は法人としての国王の代わりに政府が王室魚の処分に対する権利と責任を持っている。
スコットランド政府は王室魚の取り扱いに関して沿岸警備隊に向けて策定したガイドラインを公開している。ガイドラインによると、スコットランドにおける王室魚の定義は「鼻先から尾の中部までが25フィート以上の座礁鯨」である。この定義の理由に関して同文書にはこの大きさの座礁鯨は陸地に引き上げることができないためだとの注記がある。また、25フィートに満たないクジラや、全てのイルカとチョウザメは、地元当局に処分の決定を委ねている。ガイドラインでは発見・通報・監視から死骸の処分、費用負担、報道に至るまで具体的な取り扱いを規定している。王室魚自体については、座礁していても生存中の場合は救助が優先される。死亡している場合、希少種であれば骨格標本を採るための検討がなされるが、そうでなければ死骸の処分の手配が行われる。
2000年から2005年にかけてスコットランドの海岸で前述の定義に当てはまる座礁鯨は34個体、同海岸での座礁鯨全体の約3%だった。

## 北アイルランド
イングランドおよびウェールズに加えて北アイルランドの法域も対象に含む Wild Creatures and Forest Laws Act 1971 では野生生物に関する国王の諸権利を廃止する条項があるが、王室魚とハクチョウはその例外として挙げられ、権利は留保されている。

## その他の法域
イギリス帝国から独立した国の中には過去の法令や判例で王室魚に言及された記録が確認できるところがある。現在これらの法域ではイギリスの国王と同一の人物を君主に戴く国であっても王室魚の権利は存在しないとみられる。

### アメリカ合衆国
19世紀のアメリカ合衆国では、連邦レベルでも州レベルでも、海産物に関する権利を争った裁判の判例に、私権と対比する形などで王室魚への言及が見られる。このうち、ニュージャージー州最高裁判所による Arnold v. Mundy, 6 N.J.L. 1 (1821) では、民法の観点から王室魚は公共の目的のために王に帰属するものであり、王であっても私的な目的で私人に譲渡することはできないと説明された。

### オーストラリア
オーストラリアでは連邦形成前の1890年にイギリスで制定された Colonial Courts of Admiralty Act 1890 に代わる自国自身の制定法による海事裁判権の確立が1986年に勧告された。この文書の中ではイングランドの1831年の判例をもとに、王室魚には厳密な定義がないようだとしつつ、国王によって他者に与えられたひとつの認可例として「すべての王室魚、すなわちチョウザメ(sturgeon)、ハナゴンドウ(grampus)、クジラ(whale)、ネズミイルカ(porpoise)、その他のイルカ(dolphin)、リグとも呼ばれたサメ類(rig)、その他の非常に大きく太った魚」を挙げている。

### カナダ
ハドソン湾会社は設立の勅許状において会社の独占権が及ぶ領域の水域で捕獲される王室魚の権利をも与えられた。勅許状に記載された王室魚は「Whales, Sturgeons, and all other Royal Fishes」である。後年、同社の諸権利はRupert's Land Act 1868とDeed of Surrenderによって貿易と商業に関するもの以外はカナダ自治領政府に譲渡されているが、その中で王室魚がどのように扱われたのかは明示がない。2022年現在、カナダ法律情報研究所のサイトで検索可能な法令の中で王室魚として "royal fish" に言及しているものはない。

### ニュージーランド
ニュージーランド最高裁判所は1911年の Baldick v Jackson の判決文で次の主張をしている。ニュージーランドではイギリスの植民が始まる前から捕鯨が行われており、また、植民開始後に捕獲された数千頭の鯨に対してもイギリスから何らかの請求がなされたことはない。エドワード2世の王室魚に関する法律は植民地には適用されず、すなわち（植民地時代も含めて）ニュージーランドには適用されない。